# Bolling–Gatewood House
La Bolling–Gatewood House est un cottage historique situé à Holly Springs, Mississippi, États-Unis. Il abrite le musée Ida B. Wells-Barnett, du nom de la journaliste et suffragette Ida B. Wells, qui y réside avec sa famille pendant leur esclavage.

## Emplacement
La maison se situe au 220 Randolph Street North à Holly Springs, une petite ville du nord du Mississippi,. C'est à proximité de la Route 78.

## Histoire
La maison est achevée en 1858. C'est un cottage blanc, en bois, à deux étages dans le style architectural néo-grec. Le portique a cinq travées et des colonnes octogonales. C'est Spiers Boling (parfois mal orthographié comme Bolling), architecte, qui réalise la conception et la construction du bâtiment. Boling est également crédité de la construction de White Pillars et de Finley Place. Boling possède neuf esclaves. James Wells, son fils et Elizabeth Wells, l'une de ses esclaves ont huit enfants dont Ida B. Wells, l'aînée devient une militante renommée des droits civiques des Noirs et des campagnes anti-lynchage.
En hommage, la maison devient le musée Ida B. Wells-Barnett (elle porte ce nom depuis son mariage le 27 juin 1895 avec Ferdinand Lee Barnett),. Il présente « les contributions des Afro-Américains dans les domaines de l'histoire, de l'art et de la culture ». En juillet 2013, trois arbres commémoratifs sont plantés dans le jardin en l'honneur des petits-enfants de Wells : Benjamin C. Duster III (1927–2011), avocat ; Charles E. Duster, Sr. (1929–1991), architecte ; et Donald L. Duster (1932–2013), un dirigeant d'entreprise.

## Importance architecturale
En tant que propriété contributive au quartier historique d'East Holly Springs, le musée est inscrit au registre national des lieux historiques depuis le 20 avril 1983. Il est classé, parmi les monuments du Mississippi depuis 2000.